# Монтеорзаро (Ређо Емилија)
Монтеорзаро је насеље у Италији у округу Ређо Емилија, региону Емилија-Ромања.
Према процени из 2011. у насељу је живело 34 становника. Насеље се налази на надморској висини од 1248 м.